# Campeonato Soviético de Xadrez de 1979
O Campeonato Soviético de Xadrez de 1979 foi a 47ª edição do Campeonato de xadrez da URSS, realizado em Minsk, de 29 de novembro a 27 de dezembro de 1979. A competição foi vencida pelo veterano Efim Geller. As etapas classificatórias ocorreram nas cidades de Bălți e Bisqueque.

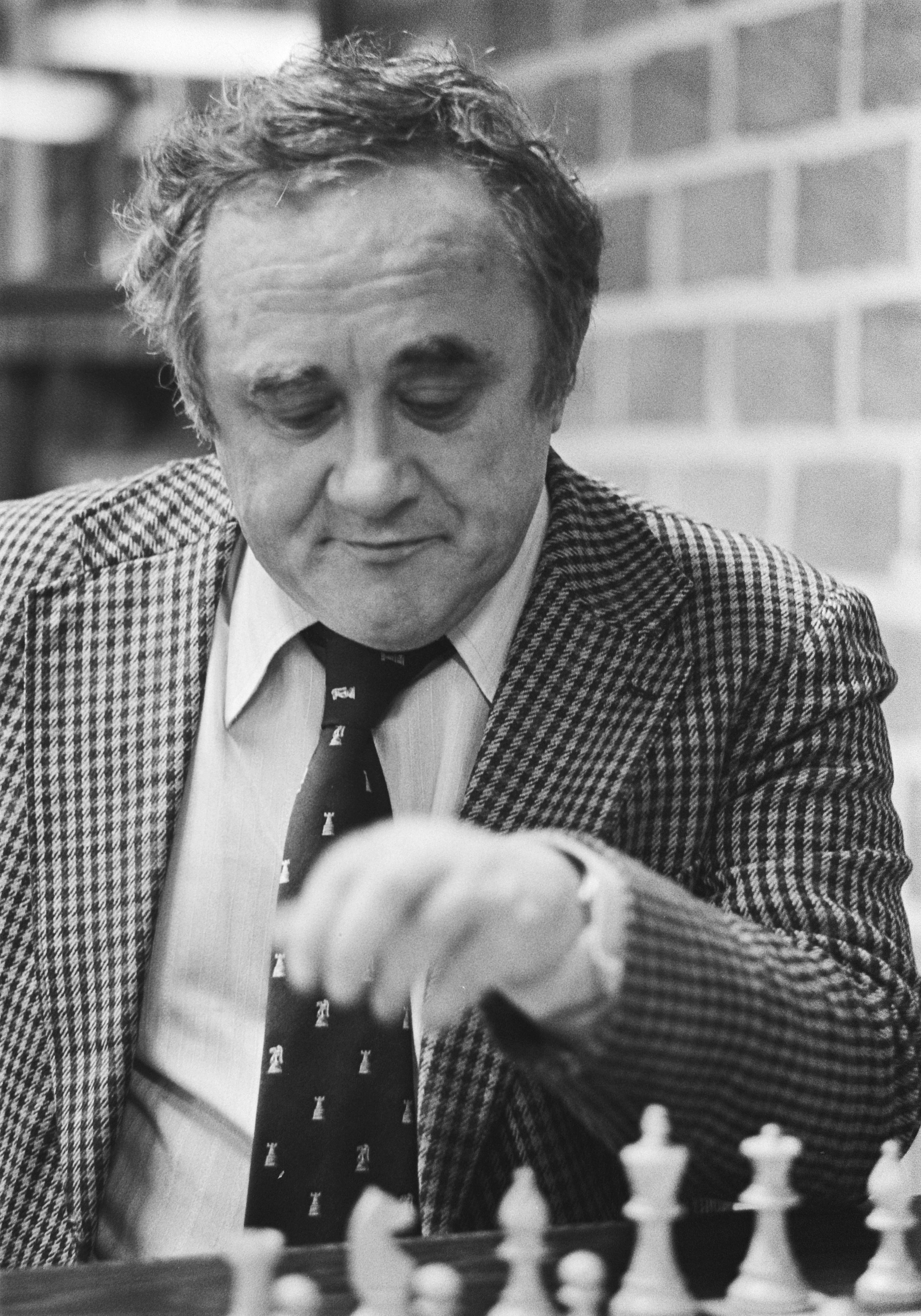
Efim Geller

## Classificatórios

### Torneio Suiço qualificatório
Realizado em Bălți de 8 a 27 de agosto de 1979, com 62 jogadores, valendo uma vaga para a final. Vencido por Nukhim Rashkovsky com 9 pontos em 13 rodadas.

### Primeira Liga
Os seis primeiros se classificaram para a final.
| N° | Jogador              | Rating | 1 | 2 | 3 | 4 | 5 | 6 | 7 | 8 | 9 | 10 | 11 | 12 | 13 | 14 | 15 | 16 | 17 | 18 | Total |
| -- | -------------------- | ------ | - | - | - | - | - | - | - | - | - | -- | -- | -- | -- | -- | -- | -- | -- | -- | ----- |
| 1  | Sergey Dolmatov      | 2495   | - | 0 | ½ | ½ | 1 | 0 | ½ | 0 | ½ | 1  | 1  | 1  | ½  | ½  | 1  | 1  | 1  | 1  | 11    |
| 2  | Sergey Makarichev    | 2500   | 1 | - | ½ | 0 | ½ | ½ | ½ | ½ | ½ | ½  | ½  | 1  | ½  | ½  | 1  | 1  | ½  | 1  | 10½   |
| 3  | Yuri Razuvaev        | 2470   | ½ | ½ | - | ½ | ½ | ½ | ½ | ½ | ½ | ½  | ½  | 1  | ½  | ½  | 1  | ½  | 1  | 1  | 10½   |
| 4  | Konstantin Lerner    | 2475   | ½ | 1 | ½ | - | ½ | 1 | ½ | 0 | 1 | ½  | ½  | 0  | 1  | 1  | ½  | 1  | ½  | 0  | 10    |
| 5  | Yuri Anikaev         | 2455   | 0 | ½ | ½ | ½ | - | ½ | ½ | 1 | ½ | ½  | 1  | 0  | ½  | 1  | ½  | ½  | 1  | 1  | 10    |
| 6  | Artur Yusupov        | 2490   | 1 | ½ | ½ | 0 | ½ | - | 1 | ½ | 1 | ½  | ½  | ½  | ½  | 0  | ½  | 1  | ½  | ½  | 9½    |
| 7  | Vladimir Tukmakov    | 2575   | ½ | ½ | ½ | ½ | ½ | 0 | - | 1 | ½ | ½  | 0  | 1  | 1  | 1  | 0  | ½  | 0  | 1  | 9     |
| 8  | Alexander Ivanov     |        | 1 | ½ | ½ | 1 | 0 | ½ | 0 | - | 0 | ½  | ½  | 1  | ½  | 0  | ½  | ½  | 1  | 1  | 9     |
| 9  | Gennadij Timoscenko  | 2530   | ½ | ½ | ½ | 0 | ½ | 0 | ½ | 1 | - | ½  | 1  | ½  | 0  | ½  | 1  | ½  | 1  | ½  | 9     |
| 10 | Alexander Kochyev    | 2545   | 0 | ½ | ½ | ½ | ½ | ½ | ½ | ½ | ½ | -  | 0  | 0  | ½  | 1  | ½  | 1  | 1  | 1  | 9     |
| 11 | Karen Grigorian      | 2480   | 0 | ½ | ½ | ½ | 0 | ½ | 1 | ½ | 0 | 1  | -  | 0  | ½  | ½  | ½  | 1  | 1  | 1  | 9     |
| 12 | Lev Psakhis          | 2480   | 0 | 0 | 0 | 1 | 1 | ½ | 0 | 0 | ½ | 1  | 1  | -  | ½  | 1  | ½  | 0  | ½  | 1  | 8½    |
| 13 | Vladimir Bagirov     | 2545   | ½ | ½ | ½ | 0 | ½ | ½ | 0 | ½ | 1 | ½  | ½  | ½  | -  | 0  | ½  | 1  | ½  | 1  | 8½    |
| 14 | Adrian Mikhalchishin | 2480   | ½ | ½ | ½ | 0 | 0 | 1 | 0 | 1 | ½ | 0  | ½  | 0  | 1  | -  | 0  | ½  | 1  | 1  | 8     |
| 15 | Leonid Yurtaev       |        | 0 | 0 | 0 | ½ | ½ | ½ | 1 | ½ | 0 | ½  | ½  | ½  | ½  | 1  | -  | ½  | 0  | 0  | 6½    |
| 16 | Fikret Sideif-Sade   | 2320   | 0 | 0 | ½ | 0 | ½ | 0 | ½ | ½ | ½ | 0  | 0  | 1  | 0  | ½  | ½  | -  | ½  | 0  | 5     |
| 17 | Alvis Vitolinsh      | 2430   | 0 | ½ | 0 | ½ | 0 | ½ | 1 | 0 | 0 | 0  | 0  | ½  | ½  | 0  | 1  | ½  | -  | 0  | 5     |
| 18 | Smbat Lputian        |        | 0 | 0 | 0 | 1 | 0 | ½ | 0 | 0 | ½ | 0  | 0  | 0  | 0  | 0  | 1  | 1  | 1  | -  | 5     |

## Final
A classificação após 11 rodadas era empolgante com Balashov, Geller, Kasparov, Kupreichik e Yusupov compartilhando a liderança com sete pontos. No entanto, Geller jogou as últimas partidas em grande estilo. Ele tinha começado com sete empates antes de vencer nas rodadas 8, 10, 11, 12, 14 e 15. O resultado de Tal foi terrível, perdendo 40 pontos de rating. Sua má atuação foi, em grande parte, de acordo com o que descreveu o árbitro principal Flohr no boletim do torneio, ao fato de que ele não pôde lidar bem com uma onda de gripe que os outros participantes enfrentaram sem muita dificuldade. 
| N° | Jogador             | Rating | 1 | 2 | 3 | 4 | 5 | 6 | 7 | 8 | 9 | 10 | 11 | 12 | 13 | 14 | 15 | 16 | 17 | 18 | Total |
| -- | ------------------- | ------ | - | - | - | - | - | - | - | - | - | -- | -- | -- | -- | -- | -- | -- | -- | -- | ----- |
| 1  | Efim Geller         | 2550   | - | ½ | ½ | ½ | ½ | ½ | ½ | ½ | 1 | ½  | 1  | 1  | 1  | ½  | ½  | ½  | 1  | 1  | 11½   |
| 2  | Artur Yusupov       | 2490   | ½ | - | 0 | ½ | ½ | 1 | 1 | 1 | ½ | ½  | ½  | ½  | 1  | 1  | ½  | 1  | ½  | 0  | 10½   |
| 3  | Garry Kasparov      |        | ½ | 1 | - | ½ | ½ | 1 | 1 | 1 | 0 | ½  | 0  | ½  | ½  | ½  | 1  | 1  | 0  | ½  | 10    |
| 4  | Yuri Balashov       | 2600   | ½ | ½ | ½ | - | ½ | ½ | ½ | ½ | ½ | ½  | ½  | ½  | 1  | ½  | ½  | ½  | 1  | 1  | 10    |
| 5  | Sergey Makarichev   | 2500   | ½ | ½ | ½ | ½ | - | ½ | 1 | 0 | 1 | ½  | 0  | ½  | ½  | ½  | 1  | ½  | ½  | 1  | 9½    |
| 6  | Tamaz Giorgadze     | 2535   | ½ | 0 | 0 | ½ | ½ | - | 1 | 1 | ½ | ½  | 0  | 1  | 0  | 1  | 1  | ½  | ½  | 1  | 9½    |
| 7  | Viktor Kupreichik   | 2365   | ½ | 0 | 0 | ½ | 0 | 0 | - | 1 | 1 | 1  | ½  | 1  | 1  | ½  | ½  | 0  | 1  | 1  | 9½    |
| 8  | Rafael Vaganian     | 2570   | ½ | 0 | 0 | ½ | 1 | 0 | 0 | - | 1 | ½  | ½  | 0  | 1  | 1  | ½  | 1  | 1  | ½  | 9     |
| 9  | Konstantin Lerner   | 2475   | 0 | ½ | 1 | ½ | 0 | ½ | 0 | 0 | - | ½  | 1  | ½  | ½  | ½  | 1  | 1  | ½  | ½  | 8½    |
| 10 | Nukhim Rashkovsky   | 2500   | ½ | ½ | ½ | ½ | ½ | ½ | 0 | ½ | ½ | -  | 1  | ½  | ½  | ½  | 0  | ½  | ½  | ½  | 8     |
| 11 | Alexander Beliavsky | 2595   | 0 | ½ | 1 | ½ | 1 | 1 | ½ | ½ | 0 | 0  | -  | ½  | 0  | 0  | 0  | 1  | 1  | ½  | 8     |
| 12 | Yuri Razuvaev       | 2470   | 0 | ½ | ½ | ½ | ½ | 0 | 0 | 1 | ½ | ½  | ½  | -  | ½  | ½  | 1  | ½  | ½  | ½  | 8     |
| 13 | Oleg Romanishin     | 2560   | 0 | 0 | ½ | 0 | ½ | 1 | 0 | 0 | ½ | ½  | 1  | ½  | -  | 1  | 1  | ½  | 0  | 1  | 8     |
| 14 | Mikhail Tal         | 2615   | ½ | 0 | ½ | ½ | ½ | 0 | ½ | 0 | ½ | ½  | 1  | ½  | 0  | -  | ½  | 0  | 1  | 1  | 7½    |
| 15 | Sergey Dolmatov     | 2495   | ½ | ½ | 0 | ½ | 0 | 0 | ½ | ½ | 0 | 1  | 1  | 0  | 0  | ½  | -  | 1  | 1  | ½  | 7½    |
| 16 | Evgeny Sveshnikov   | 2545   | ½ | 0 | 0 | ½ | ½ | ½ | 1 | 0 | 0 | ½  | 0  | ½  | ½  | 1  | 0  | -  | 1  | ½  | 7     |
| 17 | Yuri Anikaev        | 2455   | 0 | ½ | 1 | 0 | ½ | ½ | 0 | 0 | ½ | ½  | 0  | ½  | 1  | 0  | 0  | 0  | -  | ½  | 5½    |
| 18 | Vitaly Tseshkovsky  | 2560   | 0 | 1 | ½ | 0 | 0 | 0 | 0 | ½ | ½ | ½  | ½  | ½  | 0  | 0  | ½  | ½  | ½  | -  | 5½    |